# Critérium International 1982
Il Critérium International 1982, cinquantunesima edizione della corsa, si svolse dal 27 al 28 marzo su un percorso di 292 km ripartiti in 3 tappe, con partenza a Ollioules e arrivo a Draguignan. Fu vinto dal francese Laurent Fignon della Renault-Elf davanti ai suoi connazionali Andre Chappuis e Marcel Tinazzi.

## Tappe
| Tappa  | Data     | Percorso                                    | km    | Vincitore di tappa      | Leader cl. generale     |
| ------ | -------- | ------------------------------------------- | ----- | ----------------------- | ----------------------- |
| 1ª     | 27 marzo | Ollioules > Salernes                        | 192,5 | Gilbert Duclos-Lassalle | Gilbert Duclos-Lassalle |
| 2ª     | 28 marzo | Les Arcs > Mons                             | 78,5  | Andre Chappuis          | Andre Chappuis          |
| 3ª     | 28 marzo | Draguignan > Draguignan (cron. individuale) | 21    | Sean Kelly              | Laurent Fignon          |
| Totale | Totale   | Totale                                      | 292   |                         |                         |

## Dettagli delle tappe

### 1ª tappa
- 27 marzo: Ollioules > Salernes – 192,5 km

| Pos. | Corridore               | Squadra       | Tempo    |
| ---- | ----------------------- | ------------- | -------- |
| 1    | Gilbert Duclos-Lassalle | Peugeot       | 5h07'59" |
| 2    | Klaus-Peter Thaler      | Puch          | a 9"     |
| 3    | Marc Gomez              | Wolber-Spidel | s.t.     |

| Pos. | Corridore               | Squadra | Tempo |
| ---- | ----------------------- | ------- | ----- |
| 1    | Gilbert Duclos-Lassalle | Peugeot |       |

### 2ª tappa
- 28 marzo: Les Arcs > Mons – 78,5 km

| Pos. | Corridore         | Squadra     | Tempo    |
| ---- | ----------------- | ----------- | -------- |
| 1    | Andre Chappuis    | Sem         | 2h15'05" |
| 2    | Christian Jourdan | La Redoute  | a 19"    |
| 3    | Laurent Fignon    | Renault-Elf | s.t.     |

| Pos. | Corridore      | Squadra | Tempo |
| ---- | -------------- | ------- | ----- |
| 1    | Andre Chappuis | Sem     |       |

### 3ª tappa
- 28 marzo: Draguignan > Draguignan (cron. individuale) – 21 km

| Pos. | Corridore               | Squadra     | Tempo  |
| ---- | ----------------------- | ----------- | ------ |
| 1    | Sean Kelly              | Sem         | 26'05" |
| 2    | Bernard Hinault         | Renault-Elf | a 30"  |
| 3    | Gilbert Duclos-Lassalle | Peugeot     | s.t.   |

| Pos. | Corridore      | Squadra     | Tempo    |
| ---- | -------------- | ----------- | -------- |
| 1    | Laurent Fignon | Renault-Elf | 7h52'01" |
| 2    | Andre Chappuis | Sem         | a 2"     |
| 3    | Marcel Tinazzi | Sem         | a 31"    |

## Classifiche finali

### Classifica generale
| Pos. | Corridore               | Squadra                     | Tempo    |
| ---- | ----------------------- | --------------------------- | -------- |
| 1    | Laurent Fignon          | Renault-Elf                 | 7h52'01" |
| 2    | Andre Chappuis          | Sem-France-Loire-Campagnolo | a 2"     |
| 3    | Marcel Tinazzi          | Sem-France-Loire-Campagnolo | a 31"    |
| 4    | Christian Jourdan       | La Redoute-Motobecane       | a 32"    |
| 5    | Frédéric Brun           | Peugeot-Shell-Michelin      | a 1'42"  |
| 6    | Sean Kelly              | Sem-France-Loire-Campagnolo | a 1'45"  |
| 7    | Gilbert Duclos-Lassalle | Peugeot-Shell-Michelin      | a 2'16"  |
| 8    | Bernard Hinault         | Renault-Elf                 | a 2'18"  |
| 9    | Pascal Simon            | Peugeot-Shell-Michelin      | a 2'43"  |
| 10   | Bernard Bourreau        | Peugeot-Shell-Michelin      | a 3'28"  |